# Eron Otcasek
Eron Otcasek (* 1973 in Boston) ist ein US-amerikanischer Schauspieler.

## Leben
Eron Otcasek ist ein Sohn des Musikers Ric Ocasek und dessen zweiter Frau Suzanne.
Er studierte Schauspiel am Emerson College und am Lee Strasberg Theatre and Film Institute. Danach besuchte er die New York Film Academy und schloss die New York University mit einem Bachelor  für Film und Fernsehen ab.
Otcasek gestaltete Werbefilme und wirkte an mehreren Spielfilmen mit. Unter anderem drehte einen Dokumentarfilm über die Band seines Vaters, The Cars.

## Filmografie (Auswahl)
- 2001: Inscrutable Americans
- 2001: Roomates
- 2002: The Place Between Heaven and Hell
- 2002: Law & Order (Fernsehserie, Episode 13x03)
- 2002: Pop Life
- 2003: School of Rock
- 2003: Who Is Don Berdi?
- 2004: 30 über Nacht (13 Going on 30)
- 2004: The Jury (Fernsehserie, Episode 1x03)
- 2005: Charlie's Party
- 2006: Criminal Intent – Verbrechen im Visier (Criminal Intent, Fernsehserie, Episode 5x12)
- 2007: Twisted Fortune
- 2009: Absence